# 沙恩
沙恩（德語：Schaan，德語發音：[ʃaːn] ⓘ）是列支敦士登的一个市镇，位于首都瓦杜兹以北，总面积26.8平方千米，2019年6月30日总人口为5,998人，是列支敦士登面积最大的市镇。